# Собрание (альбом)
«Собра́ние» — первый сборник российской панк-рок-группы «Король и Шут». Выпущен 1 марта 2001 года к десятилетию группы. В сборник вошли композиции с первых трёх альбомов группы. Переиздания выходили в 2002 и 2004 годах.

## Об альбоме
В сборник вошли песни с первых трёх номерных альбомов группы: «Камнем по голове» (1996), «Король и Шут» (1997) и «Акустического альбома» (1999). В качестве бонусов на диске представлены студийная версия песни «Ели мясо мужики», версия песни «Рыбак» в новой аранжировке и инструментальная композиция «Молотов». Также на диске присутствуют ранее не издававшиеся радиоверсия песни «Прыгну со скалы» с вокалом Горшка и Князя, а также концертные версии песен «Любовь и пропеллер», «Мотоцикл» и «Валет и дама» с концертного альбома «Ели мясо мужики» 1999 года. Три последних трека изначально вошли только в подарочную версию. В 2002 году сборник был переиздан и включал в себя уже все треки.

## Список композиций
Все тексты написаны А. Князев, кроме указанных.
| №   | Название                  | Текст песни | Музыка                  | Длительность |
| --- | ------------------------- | ----------- | ----------------------- | ------------ |
| 1.  | «Камнем по голове»        |             | М. Горшенёв             | 2:35         |
| 2.  | «Два вора и монета»       |             | М. Горшенёв             | 2:13         |
| 3.  | «Сапоги мертвеца»         |             | М. Горшенёв             | 2:27         |
| 4.  | «Садовник»                |             | М. Горшенёв             | 3:42         |
| 5.  | «Два друга и разбойники»  |             | М. Горшенёв             | 2:12         |
| 6.  | «Дурак и молния»          |             | М. Горшенёв             | 1:53         |
| 7.  | «Охотник»                 |             | М. Горшенёв             | 2:33         |
| 8.  | «Песня мушкетёров»        |             | А. Князев               | 3:47         |
| 9.  | «Тяни!»                   |             | А. Князев               | 2:54         |
| 10. | «Мотоцикл»                |             | А. Балунов. М. Горшенёв | 2:51         |
| 11. | «Смельчак и ветер»        |             | М. Горшенёв             | 2:57         |
| 12. | «Кукла колдуна»           |             | А. Князев               | 3:23         |
| 13. | «От женщин кругом голова» |             | М. Горшенёв             | 1:28         |
| 14. | «Любовь и пропеллер»      |             | М. Горшенёв             | 2:36         |
| 15. | «Наблюдатель»             |             | А. Князев               | 4:43         |
| 16. | «Валет и дама»            |             | М.Горшенев, А.Князев    | 3:09         |
| 17. | «Ведьма и осёл»           |             | А. Князев               | 2:56         |
| 18. | «Отец и маски»            |             | М. Горшенёв             | 3:01         |
| 19. | «Лесник»                  |             | М.Горшенев, А.Князев    | 3:08         |
| 20. | «Забытые ботинки»         |             | А. Князев               | 2:47         |
| 21. | «Король и Шут»            |             | М. Горшенёв             | 2:38         |
| 22. | «Прыгну со скалы»         |             | А. Князев               | 3:13         |
| 23. | «Собрание»                | М. Горшенёв | М. Горшенёв             | 4:04         |
| 24. | «Ели мясо мужики»         |             | М. Горшенёв             | 2:14         |
| 25. | «Рыбак»                   |             | А. Князев               | 1:41         |
| 26. | «Молотов»                 | —           | М. Горшенёв             | 4:25         |

## Участники
- Михаил Горшенёв (Горшок) — вокал, стихи к одноимённой песне, музыка
- Андрей Князев (Князь) — вокал, стихи, музыка
- Александр Балунов (Балу) — бас-гитара, бэк-вокал, вокал (8)
- Яков Цвиркунов — гитара, бэк-вокал, вокал (8)
- Александр Щиголев (Поручик) — ударные
- Мария Нефёдова — скрипка